# Prieuré de Saulseuse
Le prieuré Notre-Dame de Saulseuse ou Sausseuse est un ancien prieuré de chanoines réguliers de saint Augustin à Tilly, en Normandie.

## Histoire
Il est fondé en 1118 par Richard de Tilly , seigneur du lieu, au hameau de Saulseuse. Il dépend de l'abbaye des Vaux-de-Cernay. Il sera soumis à la réforme de Bourg-Achard. La première église est bâtie par Goel de Baudemont, qui y sera enterré. Le prieuré de Saulseuse possédait de nombreux patronages et le prieuré de Val-Corbon.
L’archevêque Maurice y meurt le 10 janvier 1235. Une nouvelle église est bâtie et est dédiée en 1494.
Le prieuré étant supprimé en 1774, ses biens sont réunis au séminaire Saint-Nicaise de Rouen. La nef et le cloître sont démolis. Le prieuré est vendu comme bien national en 1793.
Les ruines sont dégagées et mises en valeur vers 1965. Il reste aujourd'hui le chœur, la croisée de transept, une salle capitulaire, le logis prieural et des bâtiments agricoles.
Le prieuré dans son ensemble fait l'objet d’une inscription au titre des monuments historiques depuis 2000.
Dans la nuit du 9 au 10 octobre 2022, une grange de 600 m2 du domaine subit un incendie et est complètement détruit,. Il contenait une vingtaine de véhicules, tous détruits, eux aussi,.

## Armes du prieuré
d'azur à une croix engrelée d'argent

## Liste des prieurs
- Bienheureux Richard de Tilly[8]
- Pierre de Liencourt 1259-
- Jacques de Silly
- Claude Bauquemarre[9] 1614, chanoine de Rouen, prieur de Saulseuse et de Cresseville.
- M. des Fontaines
- Paul Tallemant
- Jérôme Chevrier -1678
- Mathieu de Melun 1678-1680, docteur de la Sorbonne, chanoine de Chartres.
- Louis Deshayes 1711
- Pierre Seyer du Grand-Val (ca 1800, curé à Bois-Jérôme-Saint-Ouen)